# Люди Икс: Последняя битва
«Люди Икс: Последняя битва» (англ. X-Men: The Last Stand, также X3: The Last Stand и X-Men 3) — супергеройский фильм 2006 года, основанный на комиксах о Людях Икс, опубликованных Marvel Entertainment Group. Это продолжение фильма «Люди Икс 2» и третий фильм в серии фильмов о Людях Икс, а также заключительный в оригинальной трилогии, режиссёром которого стал Бретт Ратнер. В актёрский ансамбль вошли Хью Джекман, Хэлли Берри, Иэн Маккеллен, Фамке Янссен, Анна Пэкуин, Келси Грэммер, Джеймс Марсден, Ребекка Ромейн, Шон Эшмор, Аарон Стэнфорд, Винни Джонс и Патрик Стюарт. Сценарий написали Саймон Кинберг и Зак Пенн. Фильм основан на двух сюжетных арках комиксов Людей Икс, «Gifted» и «Сага о Тёмном Фениксе». Сюжет вращается вокруг «лечения мутантов», которое вызывает серьёзные последствия среди мутантов и людей, и на воскрешении Джин Грей, которая развязывает тёмную силу.
Брайан Сингер, который снял два предыдущих фильма, «Люди Икс» и «Люди Икс 2», решил оставить продолжение для работы над фильмом «Возвращение Супермена». Композитор и монтажёр второго фильма Джон Оттман и сценаристы Дэн Харрис и Майкл Догерти также ушли работать над «Возвращением Супермена», как и Джеймс Марсден, у которого было очень ограниченное экранное время в «Последней битве», прежде чем его персонаж был убит в фильме. Сингер даже не определил сюжетную линию для третьего фильма. Мэтью Вон, который первоначально был нанят в качестве нового режиссёра, ушёл из-за личных и профессиональных проблем и был заменён Ратнером. Съёмки проходили с августа 2005 года по январь 2006 года с бюджетом 210 миллионов долларов и, следовательно, фильм момент его выхода был самым дорогим фильмом за всё время. Он имел обширные визуальные эффекты, созданные 11 различными компаниями.
Премьера фильма состоялась в разделе «Вне конкурса» на Каннском кинофестивале 2006 года, 25 мая в России и 26 мая в США компанией 20th Century Fox. Он заработал около 459 миллионов долларов по всему миру, став седьмым кассовым фильмом 2006 года; в то время он был самым кассовым фильмом в серии и в настоящее время является четвёртым кассовым фильмом франшизы. Он получил смешанные отзывы от критиков.
Самостоятельное продолжение, «Росомаха: Бессмертный», было выпущено в 2013 году; за ним последовал фильм «Люди Икс: Дни минувшего будущего» в 2014 году, который ретконировал события «Последней битвы». Несколько актёров повторили свои роли в фильмах «Кинематографической вселенной Marvel», включая Стюарта в фильме «Доктор Стрэндж: В мультивселенной безумия», Грэммера в фильме «Капитан Марвел 2», Джекмана и Стэнфорда в фильме «Дэдпул и Росомаха», а также Маккеллена, Грэммера, Марсдена, Ромейн и Стюарта в фильме «Мстители: Судный день».

## Сюжет
Фильм начинается с того, как в 1986 году среднего возраста профессор Чарльз Ксавьер (ещё имеющий возможность ходить) и Эрик Леншерр приезжают к тогда ещё девочке Джин Грей. Они рассказывают ей про мутантов и предлагают пойти в школу Ксавьера.
Действие переносится на 10-20 лет вперёд, когда Уоррен Уортингтон III, будучи ещё ребёнком, что-то срезает со спины. Его отец врывается в ванную, и крупным планом показывают спину, из которой растут крылья.
Наши дни. Люди Икс (Логан, Ороро Монро, Пётр Распутин, Бобби Дрейк, Роуг и Китти Прайд) сражаются с гигантским роботом, смоделированным ИИ Опасной комнаты.
В это же время Скотт Саммерс, который уже несколько месяцев очень сильно переживает из-за смерти Джин, ссорится с Логаном. Он на мотоцикле приезжает к озеру, где погибла Джин. В ярости он стреляет лучами прямо в воду. Внезапно появляется Джин, но в образе тёмного Феникса. Она и Скотт целуются, в результате чего Циклоп погибает.
Хэнк Маккой, он же Зверь, является важным политиком по защите мутантов. Ему предоставляют запись Мистик, которая хотела проникнуть в здание сената. Её схватили и перевозят в новой передвижной тюрьме. Также Хэнк встречается с мальчиком, который способен блокировать клетки мутации. И совсем скоро будет изобретено полноценное лекарство. Хэнк встречается с профессором и высказывает свою точку зрения, в то время как Роуг очень рада вылечиться от своей мутации.
Магнето вместе с Пиро приходят на собрание мутантов. Они решают пойти войной против людей. Магнето собирает всех вместе и просит одну из мутантов найти ему кое-кого. Логан и Шторм прибывают на место смерти Скотта, но находят только его очки и Джин, находящуюся без сознания. В лаборатории Профессор объясняет, в чём дело, и пытается сдержать Феникса. Магнето и Пиро находят новую тюрьму и спасают Мистик, заодно завербовав ещё двух мутантов: Джаггернаута и Множителя. Охранник стреляет лекарством в Магнето, но его заслоняет Мистик и излечивается от мутации.
Джин приходит в себя и, потеряв над собой контроль, сбегает из Института. Магнето находит её и решает переманить на свою сторону, так как она мутант 5-го уровня. Профессор, Логан и Шторм приезжают в родной дом Джин и встречаются с Магнето. Чарльз, пытающийся усмирить Джин, погибает от её же силы. Логан находит лагерь Магнето и узнаёт его план: убить мальчика, из-за которого существует лекарство.
Магнето и его армия (вместе с Джин) разламывают мост Золотые ворота в Сан-Франциско, перенаправляют его к острову и проникают туда. Оставшиеся Люди Икс вступают в битву. Выясняется, что теперь оружие людей — не пули, а лекарство. Джаггернаут бежит к мальчику, но Китти спасает его, заодно избавившись от Джаггернаута. Трое мутантов находят отца Ангела (Уоррена) и собираются его убить, но сын спасает отца. В это время у Логана возникает план. Он отвлекает Магнето, а Зверь вкалывает ему лекарство, лишая его силы. Перед этим Бобби в очной дуэли побеждает Джона. Внезапно солдаты открывают огонь по Джин, но она использовав всю силу, уничтожает всё на своём пути. Лишь один Логан, обладая регенерацией, оказывается в состоянии убить Джин по её же просьбе.
В конце Хэнк высказывает своё мнение о мутантах и лекарстве, а Магнето, став обычным человеком, сидит в парке и играет сам с собой в шахматы. В последнем кадре, когда Магнето направляет руку к железным шахматным фигурам, одна из них слегка покачнулась, что говорит о том, что лекарство не навсегда избавляет от мутации.
После всех титров доктор Мойра Мактаггерт заходит в палату пациента, находящегося в коме. Тот внезапно пробуждается и отвечает ей голосом профессора, а она в ответ спрашивает: «Чарльз?!».

## В ролях
| Актёр          | Роль                           |
| -------------- | ------------------------------ |
| Хью Джекман    | Логан / Росомаха               |
| Хэлли Берри    | Ороро Монро / Шторм            |
| Иэн Маккеллен  | Эрик Леншерр / Магнито         |
| Келси Грэммер  | Генри «Хэнк» Маккой / Зверь    |
| Патрик Стюарт  | профессор Чарльз Ксавьер       |
| Фамке Янссен   | Джин Грей / Феникс             |
| Шон Эшмор      | Бобби Дрейк / Айсберг          |
| Анна Пэкуин    | Роуг                           |
| Аарон Стэнфорд | Джон Аллердайс / Пиро          |
| Ребекка Ромейн | Рэйвен Даркхолм / Мистик       |
| Дэниел Кадмор  | Пётр Распутин / Колосс         |
| Эллен Пейдж    | Китти Прайд / Призрачная кошка |
| Винни Джонс    | Кейн Марко / Джаггернаут       |
| Бен Фостер     | Уоррен Уортингтон III / Ангел  |
| Дания Рамирес  | Каллисто                       |
| Джеймс Марсден | Скотт Саммерс / Циклоп         |
| Йозеф Зоммер   | президент                      |
| Майкл Мёрфи    | Уоррен Уортингтон II           |
| Билл Дьюк      | Траск                          |
| Кен Люн        | Куилл / Малыш Омега            |
| Омахира Мота   | Филиппа Зонтаг / Искра         |
| Мей Меланкон   | Элизабет Брэддок / Псайлок     |
| Шохре Агдашлу  | доктор Кавита Рао              |

| Актёр                | Роль                                   |
| -------------------- | -------------------------------------- |
| Эрик Дэйн            | Джеймс Мэдрокс / Множитель             |
| Дезире Зуровски      | миссис Грей                            |
| Адриан Хью           | мистер Грей                            |
| Хейли Рэмм           | юная Джин Грей                         |
| Крис Клэрмонт        | газонокосильщик                        |
| Стэн Ли              | человек с водяным шлангом              |
| Кейден Бойд          | юный Ангел                             |
| Таня Ньюболд         | ассистентка доктора Маккоя             |
| Энтони Хилд          | следователь ФБР                        |
| Кэмерон Брайт        | Джимми / Пиявка                        |
| Коннор Виддоуз       | Джонс                                  |
| Ки Вонг              | Джубилейшен Ли / Джубили               |
| Шона Кейн            | Тереза Кэссиди                         |
| Люк Пол              | Блоха                                  |
| Джулиан Ричингс      | организатор театра мутантов            |
| Р. Ли Эрми           | голос сержанта                         |
| Лэнс Гибсон          | Шип                                    |
| Оливия Уильямс       | доктор Мойра МакТаггерт (камео)        |
| Джон Пайпер-Фергюсон | отец в минивэне                        |
| Ми-Юнг Ли            | ведущая                                |
| Маккензи Вега        | маленькая девочка в тюремном грузовике |

## Создание
Брайан Сингер хотел снимать третий фильм спиной к спине с четвёртым. 16 июля 2004 года, он ушёл с проекта для работы над фильмом «Возвращение Супермена», успев завершить историю про Феникса и внедрить в фильм Эмму Фрост, роль которой была предназначена для Сигурни Уивер. Кроме того, Сингер также хотел продемонстрировать характеры Роуг, Айсберга и Пиро. Саймон Кинберг и Зак Пенн были наняты в следующем месяце, а серия «Одарённые» Джосса Уидона из комикса Astonishing X-Men была предложена как основная история. Мэттью Вон присоединился к команде создателей в качестве режиссёра в феврале 2005 года, но из-за напряжённого графика вскоре вынужден был отказаться от этой работы. Бретт Ратнер занял это место в июне и съёмки фильма начались 2 августа 2005 года.

Фильм снят по сценарию Саймона Кинберга (автора окончательных редакций «Электры» и «Фантастической четвёрки»). Саймон Кинберг — о своём отношении к проекту: 
Я — правоверный читатель комиксов, для меня «Люди Икс» — это священно. Поэтому, когда ребята из Fox и Marvel пришли ко мне и спросили, не желаю ли я поработать с ними, я был просто в восторге! Я вырос на этих книгах, и теперь наша задача — сделать третий фильм самым сильным в трилогии. Это будет наше «Возвращение короля»!
Для съёмок эпизодов, действие в которых происходит несколько лет назад, актёры Патрик Стюарт и Иэн Маккеллен были «омоложены» с помощью компьютерной графики.

## Финансовые показатели
При бюджете фильма в 210 млн долларов кассовые сборы во всём мире составили 460 млн долларов.

## Награды
- 2007 — Сатурн (приз Академии научной фантастики, фэнтези и фильмов ужасов США) в категории «Лучшая актриса второго плана» (Фамке Янссен за роль Джин Грей)

## Компьютерная игра
На основе фильма вышла компьютерная игра X-Men: The Official Game, которая охватывает события между фильмами «Люди Икс 2» и «Люди Икс: Последняя битва» от лица персонажей Росомахи, Айсберга и Ночного Змея и некоторые сюжетные пробелы серии фильмов, в частности объясняя отсутствие Ночного Змея в «Последней битве».
Многие актёры из франшизы «Люди Икс» вернулись к озвучиванию своих персонажей: Хью Джекман («Росомаха»), Алан Камминг («Ночной Змей»), Шон Эшмор, («Айсберг») Патрик Стюарт («Профессор Икс»), Тайлер Мэйн («Саблезубый» из фильма «Люди Икс», 2000) и Эрик Дэйн («Множитель»).

## Последующие фильмы
В 2024 году вышел фильм «Дэдпул и Росомаха» Кинематографической вселенной Marvel, в котором актёр Аарон Стэнфорд вернулся к роли Пиро.